# جون بيورك
جون بيورك (بالسويدية: Johan Björk)‏ هو لاعب هوكي الجليد سويدي، ولد في 28 أغسطس 1984 في مالمو في السويد.

## وصلات خارجية
- جون بيورك على موقع دوري الهوكي الوطني (الإنجليزية)
- جون بيورك على موقع EliteProspects.com (الإنجليزية)
- جون بيورك على موقع Eurohockey.com (الإنجليزية)
- جون بيورك على موقع HockeyDB.com (الإنجليزية)